# Rüblinghauser Hütte
Die Rüblinghauser Hütte, auch Henriettenhütte genannt, bei Rüblinghausen (heute Stadt Olpe, Kreis Olpe) war ein frühindustrielles Hüttenwerk. Als eines der ersten in Westfalen nutzte es Koks zur Erzverhüttung.

## Geschichte
Friedrich Harkort hatte im Raum Olpe verschiedene Erzgruben und -lagerstätten erworben. Seit 1822 gehörte ihm etwa das Bergwerk Vahlberger Zug. Zur Verhüttung plante er den Bau einer Eisenhütte. Als 1825 erste Pläne bekannt wurden, stieß Harkort damit auf den Widerstand von Betreibern bestehender Betriebe insbesondere der Wendener Hütte. Sie befürchteten, dass durch einen neuen Betrieb die nötige Holzkohle sich weiter verteuern würde und die Preise für montanindustrielle Produkte der Hammer- und Hüttenwerke der Umgebung steigen müssten. Harkort erwarb daraufhin die Rechte der seit längerem stillgelegten Elbener Hütte und beantragte mit Erfolg gegen den anhaltenden Widerstand bestehender Unternehmen die Verlegung an die Stelle eines nicht mehr betriebenen Blechhammers bei Rüblinghausen.
Der Hochofen wurde im Dezember 1831 erstmals angeblasen. Im Jahr 1855 hatte er eine Höhe von 30 Fuß und eine Weite von 8,5 Fuß. Den Gestellraum bildeten gemauerte Pfeiler. Darauf ruhte gegen den Rat von Sachverständigen der aus gegossenen Eisenplatten bestehende Hochofenmantel. Als erstes Unternehmen im Kreis Olpe und als eines der ersten in der Provinz Westfalen nutzte die Hütte Koks für den Verhüttungsprozess. Dies erwies sich indes als zu kostspielig. In der Praxis scheint die Hütte daher weiter meist Holzkohle aus der Umgebung genutzt zu haben. Wohl ab 1852 wurde dann wieder vermehrt Koks genutzt. Zum Betrieb des Gebläses wurde Wasserkraft genutzt.
Die Hütte verarbeitete insbesondere die Erze aus den nahen Gruben Vahlberg, Löh und Molitor sowie aus dem Revier Kirchen. Etwa 20 Mann waren auf der Hütte beschäftigt. Im Jahr 1855 produzierte die Hütte fast 20.000 Zentner Eisen und erwirtschaftete damit fast 50.000 Taler.
Harkort schied 1833 aus dem Betrieb aus. Die Hütte übernahm Heinrich Kamp für fast 30.000 Taler. Dieser verpfändete die Hütte mit verschiedenen Gruben noch im selben Jahr an eine Frankfurter Bank. Im Jahr 1836 kauften die Kaufleute Jung und Siebel aus Kirchen die Hütte. August Jung betrieb das Unternehmen später alleine. Die Hütte wurde 1856 an einen Kaufmann Lehrkind aus Haspe veräußert. Mit dem Bau der Ruhr-Sieg-Bahn 1861 geriet dieser wie auch andere eisenindustrielle Betriebe der Gegend ohne Bahnanschluss in eine verkehrsgeografische Randlage. Sie waren im Gegensatz zu den Unternehmen im Siegerland nicht mehr konkurrenzfähig. In der Folge wurde der Betrieb eingestellt.
Die schon verfallene Hütte wurde 1887 von auswärtigen Gewerken aus Amsterdam, Witten und Horchheim gekauft, die sie 1899 an einen Kaufmann Nölling aus Siegen verkauften. Von diesem kauften die Gebrüder Kemper die Hütte und richteten eine Gießerei und Drahtzieherei mit einem Bronze- und Messingwalzwerk ein. Die Firma Gebr. Kemper besteht noch heute.
In den Akten zur Wendener Hütte im Westfälischen Wirtschaftsarchiv ist der Konflikt mit den bestehenden Unternehmen überliefert. Quellen zur Henriettenhütte finden sich auch im Bestand zur Märkischen Maschinenbauanstalt AG.